# Vogtia serrata
Vogtia serrata is een hydroïdpoliep uit de familie Hippopodiidae. De poliep komt uit het geslacht Vogtia. Vogtia serrata werd in 1925 voor het eerst wetenschappelijk beschreven door Moser. 